# Thiébaud Ier de Lorraine
Pour les articles homonymes, voir Thiébault.
Pour les articles homonymes, voir Thibaut Ier.
Thiébaud Ier de Lorraine, né vers 1191, mort en 1220 fut duc de Lorraine de 1213 à 1220. Il était fils du duc Ferry II et d'Agnès de Bar.
Thiébaud Ier succède à son père et conserve les alliances de ce dernier, notamment celle de l'empereur Othon IV de Brunswick contre Frédéric II de Hohenstaufen. Quand, allié au roi d'Angleterre Jean sans Terre, à la Hollande, à la Flandre, Otton attaque le royaume de France, Thiébaud fidèle à son alliance s'engage à la suite de son souverain. Otton est vaincu le 27 juillet 1214 à Bouvines, Thiébaud fait partie des prisonniers, mais est rapidement libéré.
En 1216, il soutient Érard de Brienne dans sa querelle de succession qui l'oppose à Thibaut IV, comte de Champagne, lequel est soutenu par le roi de France Philippe Auguste, l'empereur Frédéric II et le comte de Bar Henri II ; Érard revendique le comté de Champagne au nom de Philippa de Champagne, une des trois filles d'Henri II comte de Champagne. Frédéric II, considérant comme une félonie le fait que son vassal soutienne un candidat opposé au sien, occupe la ville de Rosheim qu'il avait donnée à Ferry II. Thiébaud reprend la ville en 1218 mais les Lorrains seront massacrés par la population (c'est la guerre des caves) ; il ravage le nord de l'Alsace en représailles et en particulier les vignobles appartenant à Frédéric II. Frédéric II contre-attaque et envahit la Lorraine avec l'aide de la comtesse de Champagne, du duc de Bourgogne et du comte de Bar ; Nancy est incendiée, et Thiébaud est assiégé dans le château d'Amance où il s'était réfugié .
Ayant capitulé, Thiébaud est contraint de renoncer à soutenir Érard et se reconnaît vassal du comte de Champagne pour quelques seigneuries (traité d'Amance le 1er juin 1218) avant d'être libéré.
Il ne se remettra pas de son échec et meurt le 17 février 1220 ou le 24 mars 1220, peut-être empoisonné selon la volonté de Frédéric II. Il avait épousé en 1206 Gertrude de Dabo, seule fille et unique héritière d'Albert II de Dabo-Moha, comte de Dabo, de Moha et de Metz, et de Gertrude de Bade, mais n'avait pas eu d'enfant. Le duché revint à son frère cadet, Mathieu II et sa veuve se remarie avec Thibaut IV, comte de Champagne.
Sa mémoire reste souillée par le meurtre de son oncle paternel, Matthieu, nommé évêque de Toul sous Ferry II, puis révoqué presque aussitôt à cause de ses désordres, et qui traîna jusqu'en mai 1217, époque à laquelle le duc de Lorraine le perça d'une lance empruntée à Simon de Joinville.